# Krásnaya Slobodka (Krasnodar)
Krásnaya Slobodka (del ruso: Красная Слободка) es un jútor del raión de Kushchóvskaya del krai de Krasnodar, en Rusia. Está situado en las llanuras de Kubán-Priazov, junto al límite del óblast de Rostov, a orillas del río Rososh, tributario del Elbuzd, de la cuenca del Kagalnik, 30 km al nordeste de Kushchóvskaya y 202 km al norte de Krasnodar, la capital del krai. Tenía 118 habitantes en 2010
Pertenece al municipio Poltavchenskoye.